# 마리 앙투아네트 베르사유의 장미
《마리 앙투아네트 베르사이유의 장미》(Marie Antoinette, Die Rosen von Versailles)는 오스트리아 출신의 시인ㆍ소설가이자 세계 3대 전기 작가 중 하나인 슈테판 츠바이크(1881~1942)가 1932년 발표한 비운의 왕비 마리 앙투아네트 평전이다. 

## 내용
오스트리아 공주로 태어나 동맹을 위해 적국 프랑스 왕비가 되었고 결국 프랑스 혁명의 소용돌이에 휘말려 단두대에서 삶을 마감했던 극적인 삶으로 인해 많은 예술 작품의 영감의 원천이 되고 있는 마리 앙투아네트라는 역사적 인물을 슈테판 츠바이크는 "영리하지도 어리석지도 않으며 선을 위해 앞장서지도 악을 행할 의사도 전혀 없는 평범한 여인"으로 묘사하고 있다.

## 기타
1932년 발표된 이 평전은 스터디셀러로 6년뒤 1938년 헐리우드 영화로 제작됐으며 이후 다큐멘터리와 영화, 만화등 마리 앙투아네트와 관련된 후대 작품의 참고 서적이 됐다. 국내에서는 1979년 처음 번역되어 출간됐으며, 문학과 논술의 연계가 강화되며 프랑스 혁명과 관련된 문학작품으로 소개되기도 했다.

## 유명 문구
| “ | 불행 속에서야 겨우 인간은 자기가 누구인가를 알 수 있습니다 | ” |

혁명 직전, 마리 앙투아네트는 편지글에 다음 문구를 남겼으며 세상 물정 모르던 공주였지만 위기가 닥쳐오자 점점 성숙해졌고, 최후에는 의연한 태도로 기품있는 왕비로서의 위엄을 보여줬다.

## 한국어 출간
- 마리 앙투아네트 베르사유의 장미: 박광자 역 | 까치 | 1979.09.01
- 비련의 왕비: 박선희 역 | 문공사 | 1993.04.01
- 베르사유의 장미 : 오정숙 역 | 명서원 | 1994.09.01
- 마리 앙투아네트 베르사유의 장미: 박광자 역 | 까치 | 1992.07.20
- 마리 앙투아네트 베르사유의 장미: 박광자 전영애| 청미래 | 2005.09.20